# 随州 (古代)
随州，中国南北朝设置的州。
西魏废帝三年（554年）改并州置隨州，治所在随县（今湖北省随州市）。隋朝去「辶」作隋州，唐初恢復舊名隨州。唐朝時，隨州的辖境相当今湖北省随州、枣阳等市地。歷五代、宋，到了元朝至元十三年（1276年），迁治今随州市西南大洪山，不久复迁今市。明朝洪武二年（1369年）废随县入州。九年降为随县。十三年复置。1912年废州改縣，改为随县。
| 唐朝隋州辖县 | 唐朝隋州辖县                               |
| ------------ | ------------------------------------------ |
| 619年        | 随县、光化县、安贵县、顺义县、平林县       |
| 621年        | 随县、光化县、顺义县、平林县（废除安贵县） |
| 622年        | 随县、光化县（废除顺义县、平林县）         |
| 636年        | 随县、光化县（枣阳县来属）                 |
| 738年        | 随县、光化县、枣阳县（增设唐城县）         |

唐朝随州刺史
- 徐毅（620年）
- 唐懿（武德年间）
- 王裕（625年）
- 来志（贞观年间）
- 元濬（贞观年间）
- 崔礼庭（贞观年间）
- 张崇基（贞观年间）
- 尤知钦（唐高宗时）
- 刘崇术（685年）
- 李上金（689年—690年）
- 于复业（证圣年间）
- 于大猷（698年—699年）
- 王希俊（武周末年）
- 乔侃（唐中宗时）
- 李敬（景龙前期）
- 源杲（唐睿宗时）
- 李锐（开元年间）
- 杨濯（开元年间）
- 汉东郡太守
- 卢昂（759年）
- 郑元久（唐肃宗时）
- 李长（上元、宝应年间）
- 刘福游（769年）
- 李礼（775年）
- 刘长卿（780年—782年）
- 李佐（782年）
- 曹季昌（783年）
- 李惠登（783年—804年）
- 李道古（807年—808年）
- 李程（808年—812年）
- 阳旻（815年—816年）
- 史旻（817年）
- 周君巢（820年）
- 李愿（822年）
- 李繁（长庆末年—宝历初年）
- 严公弼（宝历年间）
- 杜师仁（834年）
- 郑襄（大和末年—开成年间）
- 李敬彝（会昌年间）
- 令狐绪（847年）
- 李某（大中年间）
- 李毗（大中后期）
- 韩乂（咸通初年）
- 李庾（咸通年间）
- 崔休征（877年）
- 赵匡璘（898年）
- 阎宝（天祐初年）
- 窦昱
- 吕仁宗